# San Martín del Río
San Martín del Río és una localitat d'Aragó, situada a la província de Terol i enquadrada a la comarca de Jiloca. Aquest municipi, situat al peu de la N-330 i a la vora del riu Jiloca, va ser de la comarca de Daroca fins que, amb la divisió provincial, passà a ser lligada a Terol i de retruc a Calamocha, seu del partit judicial.

L'església parroquial té una torre mudèjar i és del segle xvi, s'hi poden admirar talles de fusta i pedra de diferents èpoques, així com un impressionant orgue. També es pot visitar en aquest poble un museu del vi de promoció particular.

No s'ha de confondre amb Martín del Río, un altre municipi de la mateixa província.